# Ilha de Isabel II
A Ilha de Isabel II é uma das ilhas que formam parte do arquipélago das Ilhas Chafarinas, juntamente com a Ilha do Congresso e a Ilha do Rei. Constitui uma das plazas de soberanía espanholas, situada no mar Mediterrâneo, ao norte da África. Atualmente, são administradas pelo Ministério da Defesa da Espanha, responsável também pela base militar situada na ilha.
Na zona não ocupada pela base militar, cuja superfície beira a metade da ilha, foram encontradas 58 espécies botânicas distintas.

## Edificações
A ilha conta com edifícios como a igreja de Nossa Senhora da Conceição e a Torre da Conquista, ambas de meados do século XIX, além de um farol, construído no início do século XX.

### Igreja de Nossa Senhora da Conceição
Além dos edifícios e instalações de caráter militar, a ilha conta com uma igreja com nave única, construída entre 1851 e 1853, sobre a advocação da Virgem da Conceição. Foi o vicário interino da igreja paroquial de Melilla, Bartolomé de Fuentes, quem colocou as três ilhas sobre a advocação da Virgem, no mesmo dia da ocupação, em 6 de janeiro de 1848. Chegou a ser reabilitada em uma ocasião, em 1951.